# 稻鐵甲蟲
稻鐵甲蟲（学名：Dicladispa armigera）为金花蟲科稻鐵甲蟲屬下的一个种。